# کانون جهانگردی و اتومبیل‌رانی جمهوری اسلامی ایران
کانون جهانگردی و اتومبیلرانی جمهوری اسلامی ایران، نهادی تحت نظارت وزارت میراث فرهنگی، گردشگری و صنایع دستی است که در زمینه تسهیل در عبور و مرور جهانگردان و مسافران داخلی و خارجی، صدور پلاک ترانزیت، صدور گواهینامه بین‌المللی رانندگی و سایر مدارک مورد نیاز برای تردد با وسیله نقلیه موتوری در جاده‌های سراسر دنیا اقدام می‌کند. این نهاد بین‌المللی که عضو رسمی فدراسیون بین‌المللی اتومبیلرانی (FIA) است در حوزه امداد خودرو، برگزاری رالی‌های مختلف گردشگری، توسعه و رونق گردشگری و … در ایران فعالیت می‌کند.

## تاریخچه
کانون جهانگردی و اتومبیلرانی پس از مصوبه مجلس شورای ملی در سوم دیماه ۱۳۱۳ (۲۴ دسامبر ۱۹۳۴)، در سال ۱۳۱۴ تأسیس شد و با گذراندن مراحل رسمی و ثبتی در سال ۱۳۱۷ با شماره ثبت ۴ به فعالیت خود ادامه داد. پس از آن، عضویت ایران در FIA، به نام کانون جهانگردی و اتومبیلرانی ثبت گردید.

پس از انقلاب اسلامی، با تصویب لایحه قانونی در شورای عالی انقلاب در تاریخ ۳ آذر ۱۳۵۸ کانون جهانگردی و اتومبیل کلوپ شاهنشاهی، به کانون جهانگردی و اتومبیل کلوپ جمهوری اسلامی ایران تغییر نام داد. و در خلال سال‌های ۱۳۶۴ تا ۱۳۷۲ با تشکیل سازمان میراث فرهنگی، صنایع دستی و گردشگری از مجموعه وزارت فرهنگ و ارشاد اسلامی منفک گردید و تحت نظارت این سازمان قرار گرفت.

## عضویت در سازمان‌های بین‌المللی[۵]
- AIT: اتحادیه بین‌المللی جهانگردی (en:Alliance Internationale de Tourisme) وابسته به سازمان ملل متحد
- FIA: فدراسیون بین‌المللی اتومبیل‌رانی (en:Fédération Internationale de l'Automobile)
- UNWTO: سازمان جهانی گردشگری (en:World Tourism Organization)

## مدیران عامل
| مدیرعامل             | دوران مدیریت  | دوران مدیریت  |
| مدیرعامل             | از            | تا            |
| -------------------- | ------------- | ------------- |
| محمدحسین صوفی        | آبان ۱۴۰۰     | هم‌اکنون       |
| حسین اربابی          | آذر ۱۳۹۸      | آبان ۱۴۰۰     |
| رامین افشاری         | آبان ۱۳۹۶     | آذر ۱۳۹۸      |
| مرتضی حاجی           | بهمن ۱۳۹۵     | آبان ۱۳۹۶     |
| ابراهیم رضایی بابادی | دی ۱۳۹۴       | بهمن ۱۳۹۵     |
| ابوالقاسم ایرجی      | دی ۱۳۹۲       | دی ۱۳۹۴       |
| حمیدرضا صفی خانی     | اردیبهشت ۱۳۹۲ | دی ۱۳۹۲       |
| مجید ابوالفتحی       | شهریور ۱۳۹۱   | اردیبهشت ۱۳۹۲ |
| حسین جعفری دارنجانی  | بهمن ۱۳۹۰     | شهریور ۱۳۹۱   |
| حامد دهقانان         | تیر ۱۳۹۰      | بهمن ۱۳۹۰     |
| فریبرز انصافی        | تیر ۱۳۸۹      | تیر ۱۳۹۰      |
| علی اصغر پرهیزگار    | تیر ۱۳۸۸      | تیر ۱۳۸۹      |
| سید محمدرضا تقی‌زاده  | مهر ۱۳۸۶      | تیر ۱۳۸۸      |
| حسین معین زاد        | خرداد ۱۳۸۶    | مهر ۱۳۸۶      |
| حجت اسدی             | آبان ۱۳۸۵     | خرداد ۱۳۸۶    |
| حمید محمدی           | دی ۱۳۸۱       | آبان ۱۳۸۵     |
| سعید اوحدی           | آبان ۱۳۷۵     | دی ۱۳۸۱       |
| محمد صادق فرهادیان   | آبان ۱۳۷۴     | آبان ۱۳۷۵     |
| محمد اشقری           | خرداد ۱۳۷۴    | آبان ۱۳۷۴     |
| محمد علی یاوری       | بهمن ۱۳۶۱     | خرداد ۱۳۷۴    |
| غیاث الدین اعلایی    | اسفند ۱۳۶۰    | بهمن ۱۳۶۱     |
| میر عبدالحمید ادبی   | بهمن ۱۳۵۸     | اسفند ۱۳۶۰    |
| احمد متین دفتری      | دی ۱۳۴۶       | بهمن ۱۳۵۸     |
| محمدعلی بوذری        | دی ۱۳۴۶       | بهمن ۱۳۵۸     |
| عباس مسعودی          | دی ۱۳۴۶       | بهمن ۱۳۵۸     |
| محمود جم             | بهمن ۱۳۱۴     | دی ۱۳۴۶       |

## شرکت‌های تابعه
- مؤسسه آموزشی ایرانیان
- خدمات مسافرتی ارس
- سرمایه‌گذاری و سیاحتی زاگرس
- هتل بین‌المللی زاگرس